# Alireza Faghani
Alireza Faghani (pers. ‏عليرضا فغانى‎; ur. 21 marca 1978 w Kaszmarze) – irański sędzia piłkarski. Od 2008 roku sędzia międzynarodowy.
Faghani znalazł się na liście 35 sędziów Mistrzostw Świata 2018.
Od 2019 roku mieszka w Australii i sędziuje mecze A-League. W 2023 roku został uprawniony jako sędzia międzynarodowy z ramienia Football Federation Australia.

## Sędziowane mecze Pucharu Konfederacji 2017
| Mecz               | Data       | Miejsce             | Runda        | Wynik      | Żółta kartka | Czerwona kartka |
| ------------------ | ---------- | ------------------- | ------------ | ---------- | ------------ | --------------- |
| Niemcy – Chile     | 22.06.2017 | Kazań Ariena, Kazań | Faza grupowa | 1:1        | 4            | 0               |
| Portugalia – Chile | 28.06.2017 | Kazań Ariena, Kazań | Półfinał     | 0:0 k. 0:3 | 7            | 0               |

## Sędziowane mecze Mistrzostw Świata 2018
| Mecz                | Data       | Miejsce                          | Runda             | Wynik | Żółta kartka | Czerwona kartka |
| ------------------- | ---------- | -------------------------------- | ----------------- | ----- | ------------ | --------------- |
| Niemcy – Meksyk     | 17.06.2018 | Stadion Łużniki, Moskwa          | Faza grupowa      | 0:1   | 4            | 0               |
| Serbia – Brazylia   | 27.06.2018 | Otkrytije Ariena, Moskwa         | Faza grupowa      | 0:2   | 3            | 0               |
| Francja – Argentyna | 30.06.2018 | Kazań Ariena, Kazań              | 1/8 Finału        | 4:3   | 8            | 0               |
| Belgia – Anglia     | 14.07.2018 | Stadion Kriestowskij, Petersburg | Mecz o 3. miejsce | 2:0   | 3            | 0               |